# Mas Garreta
El Mas Garreta és un mas situat al municipi de Veciana a la comarca de l'Anoia inclòs en l'Inventari del Patrimoni Arquitectònic de Catalunya.

## Descripció
Gran casal de planta rectangular i coberta de dos aiguavessos amb edificacions de maçoneria. S'ha cobert un nou portal dividint la casa en dos habitatges. Destaquen els brancals de pedra de les obertures. Agrupades a l'entorn de l'era.